# Edmilson dos Santos Silva
Edmilson dos Santos Silva (Salvador, 15 september 1982), ook wel kortweg Edmilson genoemd, is een Braziliaans voetballer.

## Carrière
Edmilson speelde tussen 2001 en 2012 onder andere voor Palmeiras, Albirex Niigata, Urawa Red Diamonds en Al-Gharafa. Hij tekende in juli 2015 een contract bij Cerezo Osaka, dat hem transfervrij overnam van Chapecoense.